# Маражо (мезорегион)

Маражо на карте.

Маражо́ (порт. Mesorregião do Marajó) — административно-статистический мезорегион в Бразилии, входит в штат Пара. Население составляет 487 010 человек на 2010 год. Занимает площадь 104 139,93 км². Плотность населения — 4,68 чел./км².

## Демография
Согласно сведениям, собранным в ходе переписи 2010 г. Национальным институтом географии и статистики (IBGE), население мезорегиона составляет:
| Полное население                            | Полное население                            | Полное население                            | Полное население                            | 487 010 |
| ------------------------------------------- | ------------------------------------------- | ------------------------------------------- | ------------------------------------------- | ------- |
| в том числе:                                | Городское население                         | 211 452                                     | Процент городского населения, %             | 43,42   |
|                                             | Сельское население                          | 275 558                                     | Процент сельского населения, %              | 56,58   |
|                                             | Мужское население                           | 252 586                                     | Процент мужского населения, %               | 51,86   |
|                                             | Женское население                           | 234 424                                     | Процент женского населения, %               | 48,14   |
| Плотность населения, чел/км²                | Плотность населения, чел/км²                | Плотность населения, чел/км²                | Плотность населения, чел/км²                | 4,68    |
| Население мезорегиона в % к населению штата | Население мезорегиона в % к населению штата | Население мезорегиона в % к населению штата | Население мезорегиона в % к населению штата | 6,42    |

## Статистика
- Валовой внутренний продукт на 2003 год составляет 853 378 580,00 реалов (данные: Бразильский институт географии и статистики).
- Валовой внутренний продукт на душу населения на 2003 год составляет 2106,47 реалов (данные: Бразильский институт географии и статистики).
- Индекс развития человеческого потенциала на 2000 год составляет 0,627 (данные: Программа развития ООН).

## Состав мезорегиона
В мезорегион входят следующие микрорегионы:
1. Фурус-ди-Бревис
2. Портел
3. Арари